# DX Cancri
DX Cancri är en ensam stjärna i mellersta delen av stjärnbilden Kräftan. Den har en skenbar magnitud av ca 14,81 och kräver minst ett 16-tums teleskop för att kunna observeras. Baserat på parallax enligt Gaia Data Release 3 på ca 279,2 mas, beräknas den befinna sig på ett avstånd på ca 11,7 ljusår (ca 3,6 parsek) från solen. Den rör sig bort från solen med en heliocentrisk radialhastighet på ca 9 km/s. Stjärnan antas ingå i rörelsegruppen Castor av stjärnor med gemensam egenrörelse genom rymden. Gruppen uppskattas ha en ålder av 200 miljoner år.

## Egenskaper
DX Cancri är en röd dvärgstjärna i huvudserien av spektralklass M6.5 V. Den har en massa som är ca 0,09 solmassa, en radie som är ca 0,11 solradie och har ca 0,00065 gånger solens utstrålning av energi från dess fotosfär vid en effektiv temperatur av ca 2 800 K.

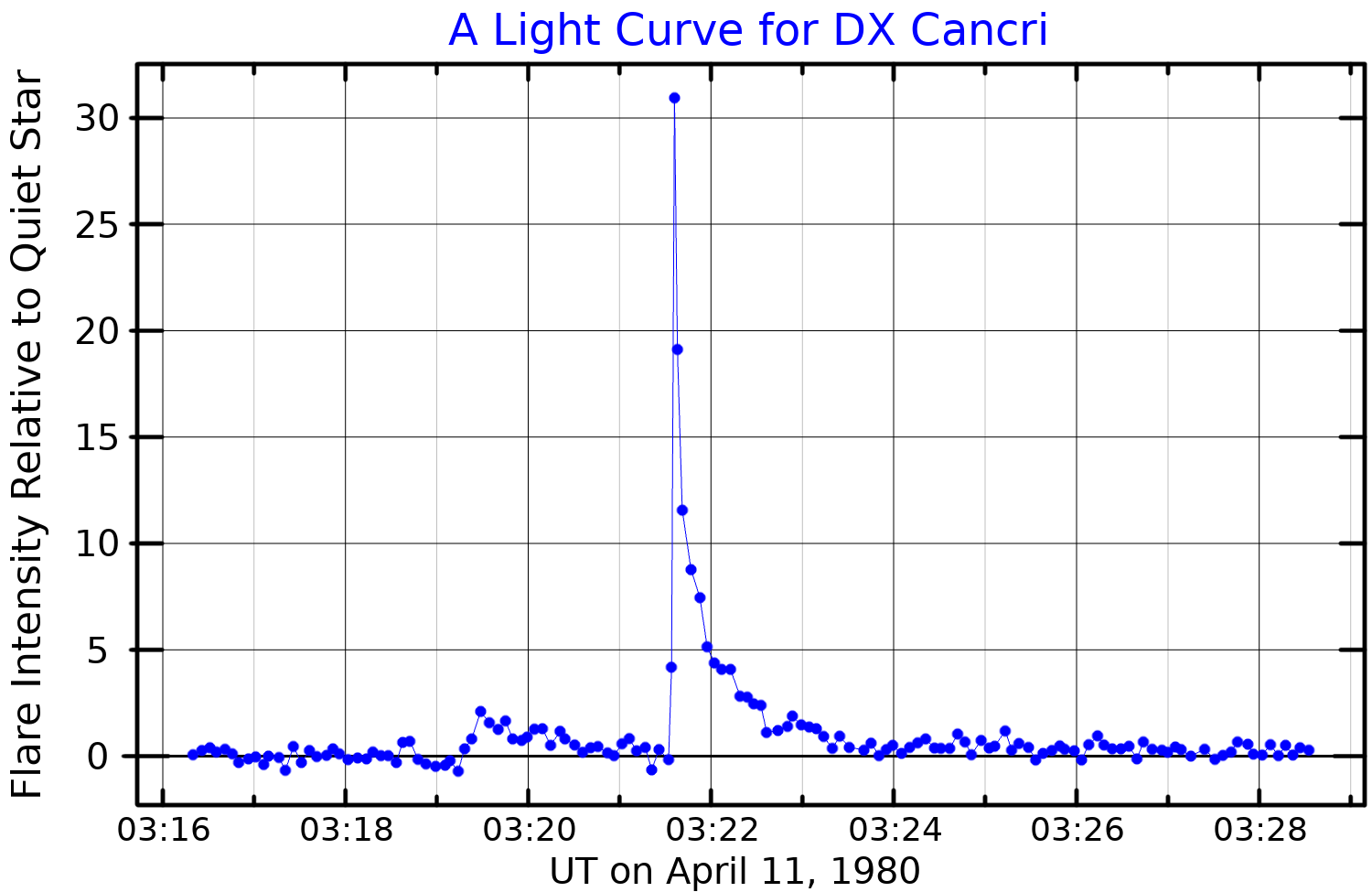
Ljuskurva i ultravioletta bandet för DX Cancri, plottad från Pettersen (1981).

DX Cancri är en flarestjärna med slumpvisa ökningar i ljusstyrka med upp till en faktor fem.